# ÖFB-Cup 1935-1936
La ÖFB-Cup 1935-1936 è stata la 18ª edizione della coppa nazionale di calcio austriaca.

## Quarti di finale
| Squadra 1       | Risultato   | Squadra 2      |
| --------------- | ----------- | -------------- |
| 18 aprile 1936  |             |                |
| Libertas Vienna | 3 - 2       | Sturm Graz     |
| 19 aprile 1936  |             |                |
| Admira Vienna   | 1 - 5       | Austria Vienna |
| First Vienna    | 6 - 0       | Wacker Wien    |
| Wiener SC       | 2 - 1 (dts) | Wien           |

## Semifinale
| Squadra 1      | Risultato | Squadra 2       |
| -------------- | --------- | --------------- |
| 22 aprile 1936 |           |                 |
| Austria Vienna | 1 - 0     | Wiener SC       |
| First Vienna   | 3 - 1     | Libertas Vienna |

## Finale
| Squadra 1      | Risultato | Squadra 2    |
| -------------- | --------- | ------------ |
| 21 maggio 1936 |           |              |
| Austria Vienna | 3 - 0     | First Vienna |